# Đội tuyển quốc gia tham dự Cúp bóng đá châu Á
Cúp bóng đá châu Á là giải đấu bóng đá cấp đội tuyển quốc gia cao nhất do Liên đoàn bóng đá châu Á (AFC) tổ chức, được tổ chức lần đầu tiên vào năm 1956. Giải đấu quy tụ các đội tuyển quốc gia nam mạnh nhất từ các liên đoàn thành viên của AFC, và diễn ra theo chu kỳ 4 năm một lần.
Tính đến nay, đã có hàng chục đội tuyển quốc gia từng góp mặt tại vòng chung kết giải đấu qua các thời kỳ, bao gồm cả những đội bóng lớn của khu vực như Nhật Bản, Hàn Quốc, Iran, Ả Rập Xê Út, cùng với các đội tuyển mới nổi hoặc từng đạt thành tích ấn tượng như Úc, Iraq, Qatar hay Việt Nam.
Bài viết này thống kê đầy đủ các đội tuyển quốc gia đã từng tham dự vòng chung kết Cúp bóng đá châu Á, cùng với thông tin về số lần tham dự, thành tích cao nhất và năm ra mắt tại giải đấu.

## Lần đầu tham dự vòng chung kết
Bảng thống kê dưới đây liệt kê giải đấu đầu tiên mà mỗi đội tuyển quốc gia giành quyền tham dự vòng chung kết Cúp bóng đá châu Á. Tính đến nay, giải đấu đã chứng kiến hơn 30 đội tuyển từ khắp châu lục lần đầu góp mặt, phản ánh sự mở rộng quy mô và tính cạnh tranh ngày càng cao của giải đấu theo thời gian. Tuy nhiên, trong suốt lịch sử tổ chức, chỉ có hai kỳ Asian Cup – năm 1992 và năm 2011 – không ghi nhận bất kỳ đội tuyển nào lần đầu góp mặt tại vòng chung kết.
| Năm  | Đội tuyển                                    |
| ---- | -------------------------------------------- |
| 1956 | Hồng Kông Israel Hàn Quốc Việt Nam Cộng hòa  |
| 1960 | Đài Bắc Trung Hoa                            |
| 1964 | Ấn Độ                                        |
| 1968 | Iran Myanmar                                 |
| 1972 | Campuchia Iraq Kuwait Thái Lan               |
| 1976 | Trung Quốc Malaysia Nam Yemen                |
| 1980 | Bangladesh CHDCND Triều Tiên Qatar Syria UAE |
| 1984 | Ả Rập Xê Út Singapore                        |
| 1988 | Bahrain Nhật Bản                             |
| 1992 | Không có                                     |
| 1996 | Indonesia Uzbekistan                         |
| 2000 | Liban                                        |
| 2004 | Jordan Oman Turkmenistan                     |
| 2007 | Úc                                           |
| 2011 | Không có                                     |
| 2015 | Palestine                                    |
| 2019 | Kyrgyzstan Philippines                       |
| 2023 | Tajikistan                                   |

## Thành tích chi tiết từng đội tại các kì Asian Cup
Chú thích
- 1st – Vô địch

- 2nd – Á quân

- 3rd – Hạng ba

- cc9966

- 4th – Hạng tư

- 9acdff

- 5th – Hạng năm
- BK – Bán kết (từ 2019)
- QF – Tứ kết
- R16 – Vòng 16 đội
- GS – Vòng bảng
- Q — Đủ điều kiện cho giải đấu sắp tới
- ••  — Đủ điều kiện nhưng rút lui
- •  — Không đủ điều kiện
- ×   — Không tham dự / Rút lui / Bị cấm
- H  — Chủ nhà

| Đội tuyển         | 1956 (4)                     | 1960 (4)                     | 1964 (4)                     | 1968 (5)                     | 1972 (6)                     | 1976 (6)               | 1980 (10)              | 1984 (10)              | 1988 (10)              | 1992 (8)               | 1996 (12)              | 2000 (12)          | 2004 (16)          | 2007 (16)          | 2011 (16)          | 2015 (16)          | 2019 (24)          | 2023 (24)          | 2027 (24)          | Lần tham dự |
| ----------------- | ---------------------------- | ---------------------------- | ---------------------------- | ---------------------------- | ---------------------------- | ---------------------- | ---------------------- | ---------------------- | ---------------------- | ---------------------- | ---------------------- | ------------------ | ------------------ | ------------------ | ------------------ | ------------------ | ------------------ | ------------------ | ------------------ | ----------- |
| Úc                | Thành viên OFC               | Thành viên OFC               | Thành viên OFC               | Thành viên OFC               | Thành viên OFC               | Thành viên OFC         | Thành viên OFC         | Thành viên OFC         | Thành viên OFC         | Thành viên OFC         | Thành viên OFC         | Thành viên OFC     | Thành viên OFC     | QF                 | 2nd                | 1st                | QF                 | QF                 |                    | 5           |
| Bahrain           | Thuộc địa của Vương quốc Anh | Thuộc địa của Vương quốc Anh | Thuộc địa của Vương quốc Anh | ×                            | •                            | ×                      | ••                     | ×                      | GS                     | •                      | ×                      | •                  | 4th                | GS                 | GS                 | GS                 | R16                | R16                |                    | 7           |
| Bangladesh        | Một phần của Pakistan        | Một phần của Pakistan        | Một phần của Pakistan        | Một phần của Pakistan        | Chưa là thành viên AFC       | ×                      | GS                     | •                      | •                      | •                      | ×                      | •                  | •                  | •                  | •                  | •                  | •                  | •                  |                    | 1           |
| Campuchia         | •                            | ×                            | ×                            | •                            | 4th                          | ×                      | ×                      | ×                      | ×                      | ×                      | ×                      | •                  | ×                  | ×                  | •                  | •                  | •                  | •                  |                    | 1           |
| Trung Quốc        | Chưa là thành viên AFC       | Chưa là thành viên AFC       | Chưa là thành viên AFC       | Chưa là thành viên AFC       | Chưa là thành viên AFC       | 3rd                    | GS                     | 2nd                    | 4th                    | 3rd                    | QF                     | 4th                | 2nd                | GS                 | GS                 | QF                 | QF                 | GS                 |                    | 13          |
| Đài Bắc Trung Hoa | •                            | 3rd                          | ×                            | 4th                          | ×                            | Thành viên OFC         | Thành viên OFC         | Thành viên OFC         | Thành viên OFC         | •                      | •                      | •                  | •                  | •                  | •                  | •                  | •                  | •                  |                    | 2           |
| Hồng Kông         | 3rd                          | •                            | 4th                          | 5th                          | •                            | •                      | •                      | •                      | •                      | •                      | •                      | •                  | •                  | •                  | •                  | •                  | •                  | GS                 |                    | 4           |
| Ấn Độ             | •                            | •                            | 2nd                          | •                            | •                            | •                      | •                      | GS                     | •                      | •                      | •                      | •                  | •                  | •                  | GS                 | •                  | GS                 | GS                 |                    | 5           |
| Indonesia         | ×                            | ×                            | ×                            | •                            | •                            | •                      | •                      | •                      | •                      | •                      | GS                     | GS                 | GS                 | GS                 | •                  | •                  | ×                  | R16                |                    | 5           |
| Iran              | ×                            | •                            | ×                            | 1st                          | 1st                          | 1st                    | 3rd                    | 4th                    | 3rd                    | GS                     | 3rd                    | QF                 | 3rd                | QF                 | QF                 | QF                 | BK                 | BK                 |                    | 15          |
| Iraq              | Chưa là thành viên AFC       | Chưa là thành viên AFC       | Chưa là thành viên AFC       | Chưa là thành viên AFC       | GS                           | 4th                    | ×                      | ×                      | ×                      | ×                      | QF                     | QF                 | QF                 | 1st                | QF                 | 4th                | R16                | R16                |                    | 10          |
| Israel            | 2nd                          | 2nd                          | 1st                          | 3rd                          | ••                           | Rời khỏi AFC           | Rời khỏi AFC           | Rời khỏi AFC           | Rời khỏi AFC           | Rời khỏi AFC           | Thành viên UEFA        | Thành viên UEFA    | Thành viên UEFA    | Thành viên UEFA    | Thành viên UEFA    | Thành viên UEFA    | Thành viên UEFA    | Thành viên UEFA    | Thành viên UEFA    | 4           |
| Nhật Bản          | ×                            | ×                            | ×                            | •                            | ×                            | •                      | ×                      | ×                      | GS                     | 1st                    | QF                     | 1st                | 1st                | 4th                | 1st                | QF                 | 2nd                | QF                 |                    | 10          |
| Jordan            | Chưa là thành viên AFC       | Chưa là thành viên AFC       | Chưa là thành viên AFC       | Chưa là thành viên AFC       | •                            | ×                      | ×                      | •                      | •                      | ×                      | •                      | •                  | QF                 | •                  | QF                 | GS                 | R16                | 2nd                |                    | 5           |
| Kuwait            | Chưa là thành viên AFC       | Chưa là thành viên AFC       | Chưa là thành viên AFC       | ×                            | GS                           | 2nd                    | 1st                    | 3rd                    | GS                     | •                      | 4th                    | QF                 | GS                 | •                  | GS                 | GS                 | ×                  | •                  |                    | 10          |
| Kyrgyzstan        | Một phần của Liên Xô         | Một phần của Liên Xô         | Một phần của Liên Xô         | Một phần của Liên Xô         | Một phần của Liên Xô         | Một phần của Liên Xô   | Một phần của Liên Xô   | Một phần của Liên Xô   | Một phần của Liên Xô   | Chưa là thành viên AFC | •                      | •                  | •                  | ×                  | •                  | •                  | R16                | GS                 |                    | 2           |
| Liban             | Chưa là thành viên AFC       | Chưa là thành viên AFC       | Chưa là thành viên AFC       | ×                            | •                            | ×                      | •                      | ×                      | ×                      | ×                      | •                      | GS                 | •                  | ×                  | •                  | •                  | GS                 | GS                 |                    | 3           |
| Malaysia          | •                            | •                            | •                            | •                            | •                            | GS                     | GS                     | •                      | •                      | •                      | •                      | •                  | •                  | GS                 | •                  | •                  | •                  | GS                 |                    | 4           |
| Myanmar           | ×                            | ×                            | ×                            | 2nd                          | ×                            | ×                      | ×                      | ×                      | ×                      | ×                      | •                      | •                  | •                  | ×                  | •                  | •                  | •                  | •                  |                    | 1           |
| CHDCND Triều Tiên | Chưa là thành viên AFC       | Chưa là thành viên AFC       | Chưa là thành viên AFC       | Chưa là thành viên AFC       | Chưa là thành viên AFC       | ••                     | 4th                    | ×                      | •                      | GS                     | ×                      | •                  | •                  | ×                  | GS                 | GS                 | GS                 | ×                  |                    | 5           |
| Oman              | Chưa là thành viên AFC       | Chưa là thành viên AFC       | Chưa là thành viên AFC       | Chưa là thành viên AFC       | Chưa là thành viên AFC       | Chưa là thành viên AFC | Chưa là thành viên AFC | •                      | ×                      | •                      | •                      | •                  | GS                 | GS                 | •                  | GS                 | R16                | GS                 |                    | 5           |
| Palestine         | Chưa là thành viên AFC       | Chưa là thành viên AFC       | Chưa là thành viên AFC       | Chưa là thành viên AFC       | Chưa là thành viên AFC       | Chưa là thành viên AFC | Chưa là thành viên AFC | Chưa là thành viên AFC | Chưa là thành viên AFC | Chưa là thành viên AFC | Chưa là thành viên AFC | •                  | •                  | •                  | ×                  | GS                 | GS                 | R16                |                    | 3           |
| Philippines       | •                            | •                            | ×                            | •                            | ×                            | ×                      | •                      | •                      | ×                      | ×                      | •                      | •                  | ×                  | ×                  | •                  | •                  | GS                 | •                  |                    | 1           |
| Qatar             | Thuộc địa của Vương quốc Anh | Thuộc địa của Vương quốc Anh | Thuộc địa của Vương quốc Anh | Thuộc địa của Vương quốc Anh | Thuộc địa của Vương quốc Anh | •                      | GS                     | GS                     | GS                     | GS                     | •                      | QF                 | GS                 | GS                 | QF                 | GS                 | 1st                | 1st                |                    | 11          |
| Ả Rập Xê Út       | Chưa là thành viên AFC       | Chưa là thành viên AFC       | Chưa là thành viên AFC       | Chưa là thành viên AFC       | Chưa là thành viên AFC       | ••                     | •                      | 1st                    | 1st                    | 2nd                    | 1st                    | 2nd                | GS                 | 2nd                | GS                 | GS                 | R16                | R16                | H                  | 12          |
| Singapore         | ×                            | •                            | ×                            | •                            | ×                            | •                      | •                      | GS                     | ×                      | •                      | •                      | •                  | •                  | •                  | •                  | •                  | •                  | •                  |                    | 1           |
| Hàn Quốc          | 1st                          | 1st                          | 3rd                          | •                            | 2nd                          | •                      | 2nd                    | GS                     | 2nd                    | •                      | QF                     | 3rd                | QF                 | 3rd                | 3rd                | 2nd                | QF                 | BK                 |                    | 15          |
| Nam Yemen         | Chưa là thành viên AFC       | Chưa là thành viên AFC       | Chưa là thành viên AFC       | Chưa là thành viên AFC       | Chưa là thành viên AFC       | GS                     | ×                      | ×                      | •                      | Một phần của Yemen     | Một phần của Yemen     | Một phần của Yemen | Một phần của Yemen | Một phần của Yemen | Một phần của Yemen | Một phần của Yemen | Một phần của Yemen | Một phần của Yemen | Một phần của Yemen | 1           |
| Syria             | Chưa là thành viên AFC       | Chưa là thành viên AFC       | Chưa là thành viên AFC       | Chưa là thành viên AFC       | •                            | ×                      | GS                     | GS                     | GS                     | •                      | GS                     | •                  | •                  | •                  | GS                 | •                  | GS                 | R16                |                    | 7           |
| Tajikistan        | Một phần của Liên Xô         | Một phần của Liên Xô         | Một phần của Liên Xô         | Một phần của Liên Xô         | Một phần của Liên Xô         | Một phần của Liên Xô   | Một phần của Liên Xô   | Một phần của Liên Xô   | Một phần của Liên Xô   | Chưa là thành viên AFC | •                      | •                  | •                  | ×                  | •                  | •                  | •                  | QF                 |                    | 1           |
| Thái Lan          | ×                            | ×                            | ×                            | •                            | 3rd                          | ••                     | •                      | •                      | •                      | GS                     | GS                     | GS                 | GS                 | GS                 | •                  | •                  | R16                | R16                |                    | 8           |
| Turkmenistan      | Một phần của Liên Xô         | Một phần của Liên Xô         | Một phần của Liên Xô         | Một phần của Liên Xô         | Một phần của Liên Xô         | Một phần của Liên Xô   | Một phần của Liên Xô   | Một phần của Liên Xô   | Một phần của Liên Xô   | Chưa là thành viên AFC | •                      | •                  | GS                 | •                  | •                  | •                  | GS                 | •                  |                    | 2           |
| UAE               | Thuộc địa của Vương quốc Anh | Thuộc địa của Vương quốc Anh | Thuộc địa của Vương quốc Anh | Thuộc địa của Vương quốc Anh | Thuộc địa của Vương quốc Anh | ×                      | GS                     | GS                     | GS                     | 4th                    | 2nd                    | •                  | GS                 | GS                 | GS                 | 3rd                | BK                 | R16                |                    | 11          |
| Uzbekistan        | Một phần của Liên Xô         | Một phần của Liên Xô         | Một phần của Liên Xô         | Một phần của Liên Xô         | Một phần của Liên Xô         | Một phần của Liên Xô   | Một phần của Liên Xô   | Một phần của Liên Xô   | Một phần của Liên Xô   | Chưa là thành viên AFC | GS                     | GS                 | QF                 | QF                 | 4th                | QF                 | R16                | QF                 |                    | 8           |
| Việt Nam          | 4th                          | 4th                          | •                            | •                            | ••                           | •                      | ×                      | ×                      | ×                      | ×                      | •                      | •                  | •                  | QF                 | •                  | •                  | QF                 | GS                 |                    | 5           |
| Yemen             | Chưa là thành viên AFC       | Chưa là thành viên AFC       | Chưa là thành viên AFC       | Chưa là thành viên AFC       | Chưa là thành viên AFC       | Chưa là thành viên AFC | Chưa là thành viên AFC | •                      | •                      | ×                      | •                      | •                  | •                  | •                  | •                  | •                  | GS                 | •                  |                    | 1           |

## Thành tích của các nước chủ nhà
| Năm  | Nước chủ nhà | Thành tích    |
| ---- | ------------ | ------------- |
| 1956 | Hồng Kông    | Hạng ba       |
| 1960 | Hàn Quốc     | Vô địch       |
| 1964 | Israel       | Vô địch       |
| 1968 | Iran         | Vô địch       |
| 1972 | Thái Lan     | Hạng ba       |
| 1976 | Iran         | Vô địch       |
| 1980 | Kuwait       | Vô địch       |
| 1984 | Singapore    | Vòng bảng     |
| 1988 | Qatar        | Vòng bảng     |
| 1992 | Nhật Bản     | Vô địch       |
| 1996 | UAE          | Á quân        |
| 2000 | Liban        | Vòng bảng     |
| 2004 | Trung Quốc   | Á quân        |
| 2007 | Indonesia    | Vòng bảng     |
| 2007 | Malaysia     | Vòng bảng     |
| 2007 | Thái Lan     | Vòng bảng     |
| 2007 | Việt Nam     | Tứ kết        |
| 2011 | Qatar        | Tứ kết        |
| 2015 | Úc           | Vô địch       |
| 2019 | UAE          | Bán kết       |
| 2023 | Qatar        | Vô địch       |
| 2027 | Ả Rập Xê Út  | Chưa xác định |

## Thành tích đội đương kim vô địch
| Năm  | Đương kim vô địch | Thành tích    |
| ---- | ----------------- | ------------- |
| 1960 | Hàn Quốc          | Vô địch       |
| 1964 | Hàn Quốc          | Hạng ba       |
| 1968 | Israel            | Hạng ba       |
| 1972 | Iran              | Vô địch       |
| 1976 | Iran              | Vô địch       |
| 1980 | Iran              | Hạng ba       |
| 1984 | Kuwait            | Hạng ba       |
| 1988 | Ả Rập Xê Út       | Vô địch       |
| 1992 | Ả Rập Xê Út       | Á quân        |
| 1996 | Nhật Bản          | Tứ kết        |
| 2000 | Ả Rập Xê Út       | Á quân        |
| 2004 | Nhật Bản          | Vô địch       |
| 2007 | Nhật Bản          | Hạng tư       |
| 2011 | Iraq              | Tứ kết        |
| 2015 | Nhật Bản          | Tứ kết        |
| 2019 | Úc                | Tứ kết        |
| 2023 | Qatar             | Vô địch       |
| 2027 | Qatar             | Chưa xác định |